# Dream High 2
Dream High 2 (en hangul, 드림하이 2; romanización revisada, Deulimhai 2) también conocida en español como Sueña sin límites 2 y Sueña alto 2, es una serie de televisión surcoreana transmitida por KBS 2TV, desde el 30 de enero hasta el 20 de marzo de 2012, secuela de Dream High (2011), pero a diferencia de la original, posee un reparto e historia totalmente diferente.
Al igual que su predecesor, sigue a un grupo de estudiantes de la Escuela Superior de Arte Kirin, que persiguen su sueño de convertirse en estrellas de K-pop. Es protagonizada por Kang So Ra, JB de GOT7, Jinwoon de 2AM, Jiyeon de T-ara, Hyolyn de Sistar, Ailee y Park Seo Joon. Dream High 2 se mantuvo al aire las noches de los días lunes y martes a las 21:55 (KST).

## Argumento
Después de que la escuela Superior de Arte Kirin se va a la quiebra, comienza a ser administrado por Oz Entertainment. Entonces, la empresa transfiere a sus propios jóvenes aprendices para eludir una ley que requiere a los artistas menores de edad, estudiar por una cantidad fija de tiempo. Entonces, la competencia comienza con problemas entre los estudiantes de Kirin y los de Oz Entertainment recién transferidos.
Aunque Shin Hae Sung (Kang So Ra) entra a la secundaria Kirin con una alta puntuación de examen, no tiene talento en el canto. Ella conoce y se hace amiga de sus compañeros, Jin Yoo Jin (Jung Jin Woon) y JB. Yoo Jin, quien originalmente ingreso en la industria del entretenimiento como actor infantil, está preocupado por sus sueños de convertirse en una estrella de rock en su intento de hacer frente al dolor del divorcio de sus padres. JB, un miembro de un famoso grupo Edén, desarrolla sentimientos por Hae Sung más adelante.
Rian (Jiyeon), un miembro de un grupo de chicas famosa llamada Hershe, persigue a JB, que una vez fue su novio. Mientras tanto, Yoo Jin, quien también le gusta Hae Sung, trata de separar a la pareja con Rian. Más tarde, Rian y Yoo Jin se rinden y siguen siendo amigos cercanos.
Shin Hae Sung se va a Estados Unidos y 8 años después de la graduación se revela que ahora es una famosa compositora y directora, JB debido a su lesión en la pierna, se da por vencido en su sueño de ser bailarín y termina como un productor de música, Rian se convierte en un ídolo Hallyu, y Yoo Jin se convierte en un maestro de música rock en la secundaria Kirin, durante el día y por la noche en un músico de rock.

## Reparto

### Personajes principales
- Kang So Ra como Shin Hae Sung.
- JB como JB / Jang Woo Jae.
- Jinwoon como Jin Yoo Jin.
- Jiyeon como Rian / Lee Ji Kyung.
- Hyolyn como Nana / Kim Jae Hee.
- Park Seo Joon como Lee Shi Woo.

### Personajes secundarios
Estudiantes
- Yoo So Young como Park Soon Dong.
- Kim Ji Soo como Park Hong Joo.
- Jinyoung como Jung Ui Bong.
- Jung Yeon Joo como Lee Seul.
- Ailee como Ailee.

Profesores
- Kwon Hae Hyo como Joo Jung Wan.[6]
- Kim Jung-tae como Lee Kang-chul.
- Choi Yeo Jin como Ahn Tae Yeon.
- Park Ka Hee como Hyun Ji Soo.
- Yoon Hee Suk como Shin Jae In.
- Park Jin Young como Yang Jin Man.

### Otros personajes
- Lee Min.
- Jung Kyu Soo como Padre de Hae Sung.
- Hwang Mi Sun como Madre de Rian.
- No Jung Ui como Shin Hae Pung.
- Yoo Joon Hong como Lee In Soo.

Apariciones especiales
- Kim Soo Hyun como Song Sam Dong.
- IU como Kim Pil Sook.[7]
- Im Na Yeon (Twice)
- Bae Suzy (Miss A).
- Jo Jung Eun como Shin Hae Pung (adolescente).
- Toxic.
- MYNAME.
- PSY.[8]
- Yeeun (Wonder Girls).[9]
- Mark Tuan (Got7).
- Young K (Day6).

## Banda sonora
- Kim Ji Soo - «Sunflower».
- Park Jin Young - «Falling».
- Suzy (Miss A) - «You’re My Star».
- Yeeun (Wonder Girls) - «Hello To Myself».
- Hyorin, Jiyeon, Ailee - «Superstar».
- Lee Ki Chan - «Painful Hope».
- Jin Woon, Kang So Ra, Jr., Kim Ji Soo - «We Are The B».
- Jiyeon (T-ara), JB - «Together».
- Jiyeon (T-ara) - «Day after Day».

## Recepción

### Audiencia
En Azul la audiencia más baja y en rojo la más alta, correspondientes a las empresas medidoras TNms y AGB Nielsen.
| Ep. #    | Fecha de estreno      | Share        | Share        | Share       | Share       |
| Ep. #    | Fecha de estreno      | TNmS Ratings | TNmS Ratings | AGB Nielsen | AGB Nielsen |
| Ep. #    | Fecha de estreno      | Nacional     | Seúl         | Nacional    | Seúl        |
| -------- | --------------------- | ------------ | ------------ | ----------- | ----------- |
| 1        | 30 de enero de 2012   | 9.2 %        | 9.8 %        | 10.5 %      | 11.6 %      |
| 2        | 31 de enero de 2012   | 8.9 %        | 10.21 %      | 9.8 %       | 11.7 %      |
| 3        | 6 de febrero de 2012  | 8.2 %        | 9.8 %        | 7.2 %       | 8.6 %       |
| 4        | 7 de febrero de 2012  | 9.8 %        | 11.7 %       | 8.2 %       | 9.9 %       |
| 5        | 13 de febrero de 2012 | 7.6 %        | 8.9 %        | 7.7 %       | 9.1 %       |
| 6        | 14 de febrero de 2012 | 7.9 %        | 9.0 %        | 7.9 %       | 9.5 %       |
| 7        | 20 de febrero de 2012 | 6.9 %        | 9.9 %        | 8.1 %       | 9.7 %       |
| 8        | 21 de febrero de 2012 | 7.8 %        | 8.3 %        | 7.9 %       | 9.2 %       |
| 9        | 27 de febrero de 2012 | 7.7 %        | 8.7 %        | 7.3 %       | 8.9 %       |
| 10       | 28 de febrero de 2012 | 7.8 %        | 9.7 %        | 7.9 %       | 9.1 %       |
| 11       | 5 de marzo de 2012    | 6.3 %        | 7.1 %        | 6.4 %       | 7.1 %       |
| 12       | 6 de marzo de 2012    | 7.1 %        | 8.5 %        | 6.4 %       | 7.6 %       |
| 13       | 12 de marzo de 2012   | 5.2 %        | 6.5 %        | 6.2 %       | 7.8 %       |
| 14       | 13 de marzo de 2012   | 9.7 %        | 8.5 %        | 7.8 %       | 7.5 %       |
| 15       | 19 de marzo de 2012   | 5.7 %        | 6.8 %        | 5.7 %       | 6.8 %       |
| 16       | 20 de marzo de 2012   | 9.4 %        | 9.7 %        | 7.6 %       | 8.5 %       |
| Promedio | Promedio              | 7.83 %       | 8.94 %       | 7.66 %      | 8.88 %      |

## Emisión internacional
- Argelia: DTV Algérie (2016).
- Chile: ETC (2017).
- Perú: Panamericana tv (2013).
- Hong Kong: TVB J2 (2012).
- Japón: TBS-TV (2012).
- Taiwán: ETTV (2014).